# 袁复礼
袁复礼（1893年12月31日—1987年5月22日），字希渊，原籍直隶省安肃县孤庄营村（今属河北徐水），中国地质学家。

## 生平
出生于官宦家庭，父亲曾中过秀才。祖母彭氏出身于苏州名门世家，读过私塾，为供几个孙子上学，她先后到天津师范学校和奉天师范学校教书。袁复礼1908年到1912年就读于天津南开中学，祖母的教养和期望对他影响很大。1913年考入清华学堂高等科（今清华大学），1915年被保送赴美国留学。1920年获得哥伦比亚大学硕士学位。1921年回国后担任中华民国农商部地质调查所技师，1927年到1932年，参加西北科学考察团。1932年起出任清华大学地学系教授和系主任。1938年出任国立西南联合大学地质地理气象系教授。1946年随清华迁回北京，出任清华大学地质系教授和系主任。1952年起在北京地质学院任教。1964年当选为第三届全国人民代表大会代表。1978—1987年任武汉地质学院北京研究生部教授。
袁复礼是中国地貌和第四纪地质学的创始人。1922年参与创建了中国地质学会。参与并领导了由斯文·赫定发起的“ 中国—瑞典西北科学考察团”，发现大批爬行动物化石，获瑞典皇家科学院“北极星奖章”。他还是中国考古事业的先驱之一，与安特生一起开展了“仰韶文化”的考古研究。袁复礼从事地质教育60多年，培育了几代地质人才。中国科学院地学部的74名学部委员中，有29位出自他的门下。
他与其弟弟前北京图书馆馆长袁同禮、堂弟前北京师范大学校长袁敦禮，被中国文化教育界尊称为“袁氏三礼”。